# Elección presidencial de Chile de 1993
La elección presidencial de Chile de 1993 ocurrió el sábado 11 de diciembre de dicho año, dando como presidente electo para el período comprendido entre 1994 y 2000 a Eduardo Frei Ruiz-Tagle, vencedor con el 57,98 % de los votos. Actualmente, es la elección presidencial más reciente de la historia chilena en la que no hubo segunda vuelta.

## Definición de candidaturas

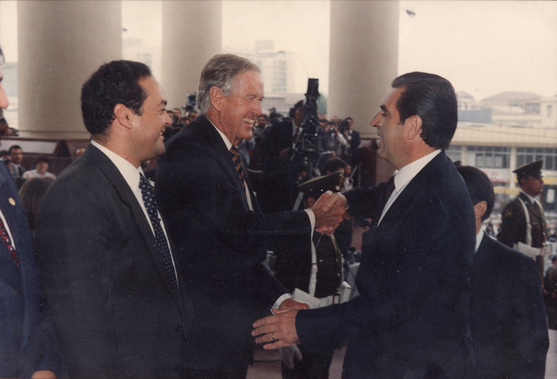
Los dos principales candidatos en la elección, Arturo Alessandri Besa y Eduardo Frei Ruiz-Tagle.

### Concertación de Partidos por la Democracia
La Concertación, que estaba en el gobierno con Patricio Aylwin desde 1990, debía elegir a su sucesor en el cargo, el cual se presentaría como candidato a Presidente en las elecciones de 1993. Para dirimir a dicho candidato los partidos optaron por realizar elecciones primarias, un hito histórico al ser la primera vez en Chile que una coalición política ocupaba dicho mecanismo para definir a su candidato único. La participación en aquellas exigía la inscripción previa de quienes iban a votar en ellas, y no contaba con alguna ley, ni el apoyo del Tricel o el Servel que la regulara.
La opción de la Democracia Cristiana (DC) era Eduardo Frei Ruiz-Tagle, hijo del expresidente Eduardo Frei Montalva. Frei Ruiz-Tagle había sido precandidato presidencial de la Concertación en 1989 y, una vez fallada su aspiración, vio necesario ir ganando el espacio necesario dentro de su partido, lo que lograría en los años siguientes: en 1989 fue electo senador por Santiago Oriente, y en 1990 presidente de la DC.
El otro precandidato era Ricardo Lagos Escobar, dirigente reconocido del Partido por la Democracia (PPD), quien también contaba con el apoyo del Partido Socialista (PS), debido a su participación en la campaña del No en el Plebiscito de 1988. Lagos había sido candidato a senador por Santiago Poniente en 1989, elección que perdió pese a haber sido segunda mayoría, debido a los mecanismos del sistema binominal. En 1990 asumió como ministro de Educación del gobierno de Aylwin, cargo que mantuvo hasta 1992, cuando lo dejó para iniciar su campaña presidencial,
También se intentó levantar sin éxito la precandidatura del senador del Partido Radical (PR) Anselmo Sule, y de Cristian Reitze presidente de la Alianza Humanista Verde, partido que dejaría la Concertación al entender que hubo una maniobra para dejarlos fuera de la primaria.[cita requerida]
Las primarias se celebraron el 23 de mayo de 1993, dando como ganador a Eduardo Frei por un 64 % de los votos, siendo proclamado el día 30 como candidato. El PS y el PPD respetó la decisión y apoyó al candidato común.[cita requerida]

### Unión por el Progreso de Chile

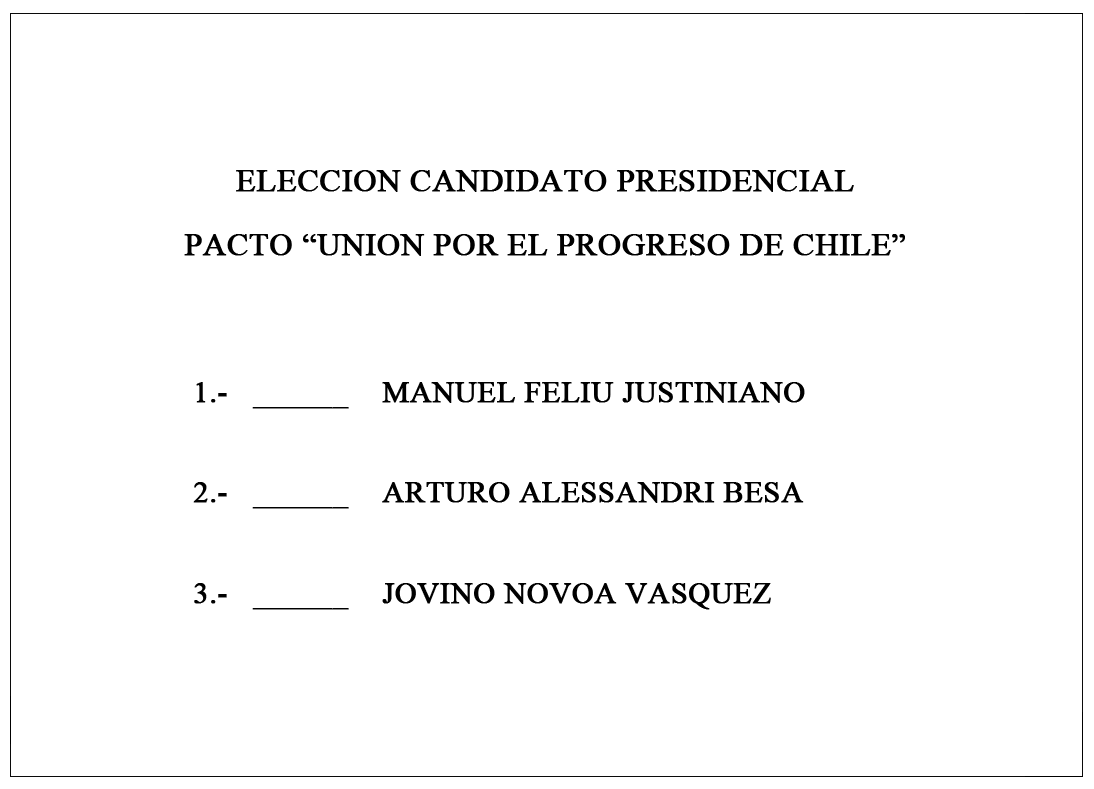
Voto utilizado en la convención del 8 de agosto de 1993.

Dentro de Renovación Nacional (RN), el mayor partido de derecha por entonces, había dos precandidatos presidenciales en 1992: el senador por Santiago Oriente Sebastián Piñera, y la diputada por Las Condes, Vitacura y Lo Barnechea, Evelyn Matthei. Las aspiraciones de ambos quedan anuladas debido a las repercusiones del evento conocido como Piñeragate en 1992, obligando a RN a buscar un nuevo candidato: Manuel Feliú.
La Unión Demócrata Independiente (UDI), por su parte, había proclamado originalmente a su presidente, Jovino Novoa, como su precandidato. Pero posteriormente empezó a surgir un tercer candidato que iba a tener un apoyo transversal entre los partidos de derecha, sobre todo en la UDI: el senador independiente por Antofagasta Arturo Alessandri Besa, sobrino de Jorge Alessandri, y nieto de Arturo Alessandri Palma.
Se realizó una convención en el edificio Diego Portales el 8 de agosto de 1993 para definir al candidato de la coalición, después de muchos meses de conflictos entre sus partidos por el mecanismo para elegir al candidato único, incluso se planteó también hacer primarias, y por quienes iban a presentarse en ellas.
Por ejemplo, José Piñera Echenique, hermano del aludido senador Piñera, exministro del Trabajo del gobierno encabezado por Augusto Pinochet, se restó de presentarse en la convención porque deseaba que la forma de elegir al candidato del bloque fuera por primarias.
También hubo una intención de levantar la campaña de Francisco Javier Errázuriz apoyado por su partido la Unión de Centro-Centro (UCC), el Partido Nacional (PN), y el Partido del Sur (SUR), pero las negociaciones sobre cupos parlamentarios lo hacen desistir de aquella decisión.
Se reunieron 1847 delegados del pacto: 547 de Renovación Nacional, 449 de la Unión Demócrata Independiente, 391 de la Unión de Centro Centro, 46 del Partido del Sur y 44 del Partido Nacional. El resultado de la primera votación fue el siguiente, según el orden en el voto:
|  | 38,74 % |

|  | 56,48 % |

|  | 4,79 % |

Según se había acordado, si ningún candidato obtenía más de dos tercios del total de los votos, se debía realizar una segunda votación. Sin embargo, Manuel Feliú declinó su candidatura en favor de Alessandri luego de que fueran entregados los resultados de la primera votación.
La campaña presidencial de Alessandri no logró ser atractiva para el electorado. Conscientes de que la elección presidencial era casi imposible de ser ganada, la derecha reorientó sus recursos económicos principalmente en los comicios parlamentarios a realizarse ese mismo año. Ello con el fin de evitar lograr la cantidad suficiente de parlamentarios para bloquear con el quorum suficiente, las reformas constitucionales que  la Concertación pretendía impulsar.

### Cristián Reitze Campos (AHV)
Una vez retirada de la Concertación la Alianza Humanista Verde (AHV), lanza la candidatura de Cristián Reitze cuyos pilares son los principios humanistas de Silo, y la labor parlamentaria de la exdiputada de sus filas por La Reina y Peñalolén Laura Rodríguez.

### Movimiento de Izquierda Democrática Allendista
El Movimiento de Izquierda Democrática Allendista (MIDA), dirigido principalmente por el Partido Comunista, realizó una asamblea en donde participaron alrededor de 2000 personas para nominar a su candidato entre cinco nombres: Eduardo Gutiérrez, Manuel Cabieses, la dirigenta comunista Gladys Marín, el diputado Mario Palestro (quien se retiró antes de la votación en la asamblea) y el sacerdote Eugenio Pizarro. El resultado de la votación quedó de la siguiente manera:
|  | 42,63 % |

|  | 38,24 % |

|  | 15,15 % |

|  | 3,97 % |

La ganadora fue Gladys Marin, pero al ser muy cerrada la votación se pasó a una nueva deliberación, donde se terminó eligiendo a Pizarro como el abanderado del MIDA. La inscripción oficial de su candidatura ante el Servel fue mediante la recolección de firmas, al igual que cualquier candidatura independiente según la Ley 18.700.
Su campaña se caracterizó por el tono agresivo y duro, representando a la izquierda identificada con la obra del gobierno de la Unidad Popular encabezado por Salvador Allende.

### Manfred Max-Neef (independiente)
También se presentó la candidatura de Manfred Max-Neef, un ecologista y economista independiente, apoyada por diversas organizaciones sociales, comunidades mapuches, y por sectores de la Izquierda Cristiana, el MAPU, y el Partido de los Trabajadores. Se caracterizó por ser una candidatura que deseaba ser vocera de los temas ausentes en la opinión pública, de ser un llamado a fortalecer la sociedad civil, de crear una economía a escala como alternativa al neoliberalismo imperante, y de ser completamente horizontal en el espéctro político. Esta última cualidad le permitió quitarles votos tanto a la Concertación, como a la derecha, al MIDA y al AHV.

### José Piñera (independiente)
José Piñera lanza su candidatura en enero, pero al ver que la Unión por el Progreso de Chile le cerró las puertas, continua por el camino propio. Comienza siendo representante de gente que no se identifica con la clase política, para luego ir representando a sectores identificados con Pinochet y la dictadura. Por lo mismo recibe apoyos de colaboradores de dicha dictadura como Mónica Madariaga y Sergio Melnick entre otros. Logra quitar una considerable cantidad de votos a la candidatura de Alessandri.

### Candidaturas fallidas
Hubo intentos de levantar la candidatura de Juan Antonio Torres Araya, quien fuera representante del Partido de los Jubilados, la cual no prosperó debido a que el Servicio Electoral rechazó más de la mitad de las firmas presentadas para inscribir su candidatura. Posteriormente entrega su apoyo electoral a Arturo Alessandri.
También se logra inscribir la candidatura independiente de Gonzalo Townsend Pinochet, sobrino de Augusto Pinochet. A pesar de haber sido candidato independiente en las elecciones municipales del año anterior por el cupo de la Unión de Centro Centro en la comuna de San Joaquín, Townsend buscaba representar en los comicios a la Acción Pinochetista Unitaria, defensora de la obra realizada en la dictadura. Sin embargo, a las dos semanas dicha candidatura fue invalidada por el SERVEL debido a la existencia de diversas irregularidades, que según el citado organismo electoral fueron las siguientes: las nóminas de patrocinantes no cumplían los requisitos legales, no se contaba con el número mínimo de patrocinantes válidos y, además, la candidatura había sido patrocinada por «más de un 5% de personas afiliadas a partidos políticos».
Este último motivo de denegación de la candidatura se entiende por lo establecido, según la redacción vigente al momento de la calificación de la legalidad de las candidaturas formuladas, en el artículo 17, inciso 3.º de la Ley 18.700 sobre Votaciones Populares y Escrutinios:

Las declaraciones de candidaturas independientes patrocinadas por personas afiliadas a partidos políticos no invalidarán la candidatura de que se trate, salvo que ellas representen más del cinco por ciento del total de patrocinantes.

Ante el rechazo de su candidatura por el organismo electoral, Gonzalo Townsend realizó un requerimiento que terminaría siendo denegado. Acusando que todo fue una maniobra para impedir su participación como candidato, finalmente llamó a emitir un voto nulo en las elecciones presidenciales.[cita requerida]

## Eslóganes de campaña
- Manfred Max Neef: Gente en movimiento
- Eugenio Pizarro Poblete: Con tu voto somos más, y si somos más ganamos
- Eduardo Frei Ruiz-Tagle: Frei, para los nuevos tiempos
- Cristián Reitze Campos: Para un pueblo fuerte y solidario.
- Arturo Alessandri Besa: Chile quiere más
- José Piñera Echenique: La fuerza de la gente. La semilla del futuro

## Encuestas
| Encuesta | Fecha      | Frei   | Alessandri | Piñera | Pizarro | Max-Neef | Reitze | Indecisos |
| -------- | ---------- | ------ | ---------- | ------ | ------- | -------- | ------ | --------- |
| CEP      | 11-1993    | 61,6 % | 19,2 %     | 2,8 %  | 2,6 %   | 3,1 %    | 0,2 %  | 5,2 %     |
| CERC     | 09/10-1993 | 51,7 % | 15,3 %     | 2,3 %  | 2,9 %   | 2,7 %    | 0,7 %  | 24,3 %    |

## Resultados

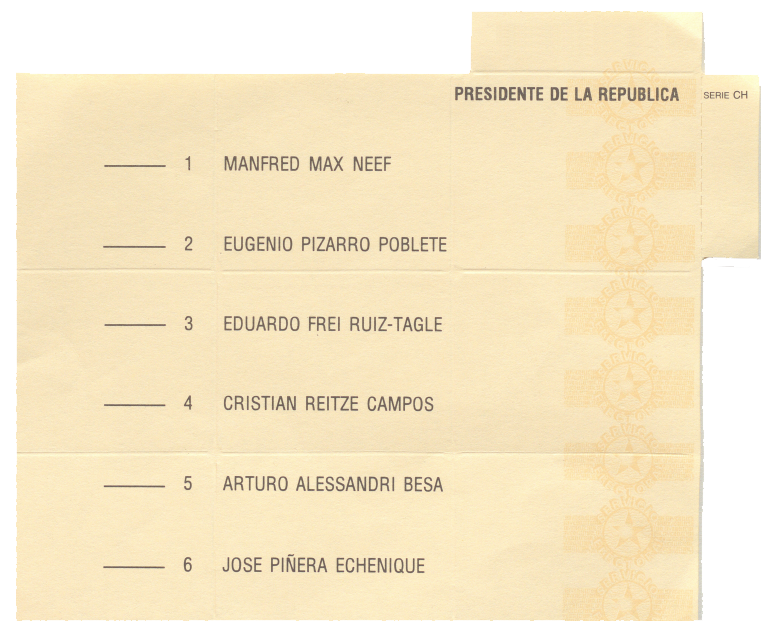
Voto utilizado en la elección.

### Nacional
Tras conocerse la victoria de Eduardo Frei, Arturo Alessandri y varios miembros de su comando se desplazaron al Hotel Carrera, donde había aguardado los resultados el candidato concertacionista, para felicitar al presidente electo y saludar a los integrantes del comando del candidato democratacristiano. 
Momentos después, el presidente Patricio Aylwin realizó una llamada desde el Palacio de la Moneda al presidente electo para congratularle por su triunfo en las urnas y expresar su deseo de «que la tarea que hemos realizado estos años pueda proseguirse en aras de consolidar nuestra democracia, de avanzar en el crecimiento económico y sobre todo en la búsqueda de justicia social y derrotar la pobreza en nuestro país». Posteriormente, el presidente Aylwin señaló ante los medios que esta era la primera vez desde 1915 en que se producía una entrega del poder presidencial entre miembros de un mismo partido político, ya que tanto Pedro Aguirre Cerda como Juan Antonio Ríos fallecieron durante sus mandatos y, por tanto, no pudieron entregar la banda presidencial a sus sucesores radicales: Jerónimo Méndez y Alfredo Duhalde, respectivamente (si bien estos se desempeñaron formalmente bajo el título de vicepresidentes).
|  | 57,98 % |

|  | 24,41 % |

|  | 6,18 % |

|  | 5,55 % |

|  | 4,7 % |

|  | 1,17 % |

### Por región
| Candidato                   | Candidato                   | Tarapacá | Tarapacá | Antofagasta | Antofagasta | Atacama      | Atacama      | Coquimbo  | Coquimbo  | Valparaíso | Valparaíso | Metropolitana | Metropolitana | O'Higgins | O'Higgins |
| --------------------------- | --------------------------- | -------- | -------- | ----------- | ----------- | ------------ | ------------ | --------- | --------- | ---------- | ---------- | ------------- | ------------- | --------- | --------- |
|                             | Manfred Max Neef            | 7 472    | 4,49 %   | 13 476      | 6,65 %      | 5 230        | 4,62 %       | 10 129    | 4,03 %    | 44 954     | 5,85 %     | 176 288       | 6,39 %        | 16 787    | 4,4 %     |
|                             | Eugenio Pizarro             | 9 985    | 6 %      | 14 966      | 7,38 %      | 10 037       | 8,87 %       | 16 673    | 6,63 %    | 35 203     | 4,58 %     | 127 042       | 4,61 %        | 17 718    | 4,65 %    |
|                             | Eduardo Frei                | 88 450   | 53,11 %  | 112 670     | 55,58 %     | 66 058       | 58,36 %      | 154 883   | 61,61 %   | 427 094    | 55,55 %    | 1 582 034     | 57,39 %       | 237 272   | 62,23 %   |
|                             | Cristián Reitze             | 1437     | 0,86 %   | 2015        | 0,99 %      | 1087         | 0,96 %       | 2807      | 1,12 %    | 7105       | 0,92 %     | 25 320        | 0,92 %        | 4 620     | 1,21 %    |
|                             | Arturo Alessandri           | 45 856   | 27,53 %  | 45 392      | 22,39 %     | 25 009       | 22,09 %      | 52 912    | 21,05 %   | 195 139    | 25,38 %    | 642 059       | 23,29 %       | 86 083    | 22,58 %   |
|                             | José Piñera                 | 13 353   | 8,02 %   | 14 203      | 7,01 %      | 5 769        | 5,1 %        | 13 985    | 5,56 %    | 59 290     | 7,71 %     | 203 953       | 7,4 %         | 18 790    | 4,93 %    |
| Total de votos válidos      | Total de votos válidos      | 166 553  | 94,28 %  | 202 722     | 93,46 %     | 113 190      | 94,31 %      | 251 389   | 93,51 %   | 768 785    | 94,38 %    | 2 756 696     | 94,96 %       | 381 270   | 94,34 %   |
| Votos nulos                 | Votos nulos                 | 6884     | 3,9 %    | 10 375      | 4,78 %      | 4096         | 3,41 %       | 10 124    | 3,77 %    | 31 484     | 3,86 %     | 102 537       | 3,53 %        | 14 040    | 3,47 %    |
| Votos en blanco             | Votos en blanco             | 3226     | 1,83 %   | 3814        | 1,76 %      | 2734         | 2,28 %       | 7329      | 2,73 %    | 14 329     | 1,76 %     | 43 737        | 1,51 %        | 8854      | 2,19 %    |
| Total de sufragios emitidos | Total de sufragios emitidos | 176 663  | 100 %    | 216 911     | 100 %       | 120 020      | 100 %        | 268 842   | 100 %     | 814 598    | 100 %      | 2 902 970     | 100 %         | 404 164   | 100 %     |
| Candidato                   | Candidato                   | Maule    | Maule    | Biobío      | Biobío      | La Araucanía | La Araucanía | Los Lagos | Los Lagos | Aisén      | Aisén      | Magallanes    | Magallanes    |           |           |
|                             | Manfred Max Neef            | 15 440   | 3,48 %   | 55 339      | 6,17 %      | 14 516       | 3,66 %       | 21 974    | 4,6 %     | 1 402      | 3,57 %     | 4 095         | 5,42 %        |           |           |
|                             | Eugenio Pizarro             | 17 377   | 3,92 %   | 43 202      | 4,82 %      | 12 244       | 3,89 %       | 18 182    | 3,81 %    | 1 862      | 4,74 %     | 2 911         | 3,86 %        |           |           |
|                             | Eduardo Frei                | 270 497  | 61,02 %  | 539 386     | 60,18 %     | 224 961      | 56,76 %      | 269 851   | 56,5 %    | 21 458     | 54,61 %    | 45 883        | 60,77 %       |           |           |
|                             | Cristián Reitze             | 7 429    | 1,68 %   | 13 892      | 1,55 %      | 7 815        | 1,97 %       | 6 855     | 1,44 %    | 510        | 1,30 %     | 783           | 1,04 %        |           |           |
|                             | Arturo Alessandri           | 115 648  | 26,09 %  | 200 757     | 22,4 %      | 120 473      | 30,4 %       | 142 713   | 29,88 %   | 12 559     | 31,96 %    | 16 724        | 22,15 %       |           |           |
|                             | José Piñera                 | 16 929   | 3,82 %   | 43 659      | 4,87 %      | 16 335       | 4,12 %       | 18 079    | 3,78 %    | 1 501      | 3,82 %     | 5 104         | 6,76 %        |           |           |
| Total de votos válidos      | Total de votos válidos      | 443 320  | 94,29 %  | 896 235     | 94,02 %     | 396 344      | 94,08 %      | 477 654   | 94,24 %   | 39 292     | 95,65 %    | 75 500        | 94,51 %       |           |           |
| Votos nulos                 | Votos nulos                 | 16 695   | 3,55 %   | 38 252      | 4,01 %      | 15 869       | 3,77 %       | 16 538    | 3,26 %    | 939        | 2,29 %     | 3158          | 3,95 %        |           |           |
| Votos en blanco             | Votos en blanco             | 10 163   | 2,16 %   | 18 771      | 1,97 %      | 9077         | 2,15 %       | 12 637    | 2,49 %    | 850        | 2,07 %     | 1229          | 1,54 %        |           |           |
| Total de sufragios emitidos | Total de sufragios emitidos | 470 178  | 100 %    | 953 258     | 100 %       | 421 290      | 100 %        | 506 829   | 100 %     | 41 081     | 100 %      | 79 887        | 100 %         |           |           |

### Por mesas de varones y mujeres
| Candidato              | Candidato               | Votos     | Votos   | Votos     | Votos   |
| Candidato              | Candidato               | Varones   | %       | Mujeres   | %       |
| ---------------------- | ----------------------- | --------- | ------- | --------- | ------- |
|                        | Manfred Max Neef        | 194 149   | 5,85 %  | 192 953   | 5,29 %  |
|                        | Eugenio Pizarro Poblete | 183 144   | 5,52 %  | 144 258   | 3,95 %  |
|                        | Eduardo Frei Ruiz-Tagle | 1 942 232 | 58,51 % | 2 098 265 | 57,5 %  |
|                        | Cristián Reitze Campos  | 39 291    | 1,18 %  | 42 384    | 1,16 %  |
|                        | Arturo Alessandri Besa  | 751 917   | 22,65 % | 949 407   | 26,02 % |
|                        | José Piñera Echenique   | 208 850   | 6,29 %  | 222 100   | 6,09 %  |
| Total de votos válidos | Total de votos válidos  | 3 319 583 | 47,63 % | 3 649 367 | 52,37 % |